# Gli stivaletti
Gli stivaletti (in lingua russa Черевички - Čerevički) è un'opera comica fantastica in 4 atti e otto scene di Pëtr Il'ič Čajkovskij e costituisce la revisione di un'opera precedente del compositore, Il fabbro Vakula. Il libretto fu scritto da Jakov Petrovič Polonskij, sulla base del racconto di Nikolaj Vasil'evič Gogol' La notte prima di Natale.

## Storia della composizione e rappresentazioni
L'opera fu redatta tra febbraio ed aprile del 1885 a Majdanovo. Come la precedente versione intitolata Il fabbro Vakula, fu usato il libretto di Polonskij, originariamente scritto per il compositore Aleksandr Serov, che però era morto senza poterlo utilizzare. Čajkovskij, con l'aiuto di Nikolaj Čaev, effettuò però alcune revisioni ed aggiunte per questa seconda versione. Il materiale tematico è comunque lo stesso de Il fabbro Vakula. Le modifiche apportate nascevano dal desiderio del compositore di "salvare l'opera dall'oblio". Alcuni elementi del tessuto musicale furono semplificati, e la sfera lirica dell'opera fu enfatizzata con una nuova aria per Vakula; inoltre l'aggiunta della canzone del maestro di scuola e dei versi di Sua Altezza arricchirono la composizione. La prima dell'opera avvenne il 19 (31) gennaio 1887, al teatro Bol'šoj, diretta dallo stesso Čajkovskij, che debuttò in quell'occasione come direttore d'orchestra.
L'organico dell'orchestra era il seguente:
- Archi: violini I, violini II, viole, violoncelli e contrabbassi
- Legni: ottavino, 2 flauti, 2 oboi, 2 clarinetti, 2 fagotti
- Ottoni: 4 corni (in fa), 2 trombe (in fa e mi), 3 tromboni, tuba
- Percussioni: timpani, triangolo, tamburello, piatti, grancassa
- Altro: arpa
- Fuori scena: una banda di fiati.

In Italia la prima rappresentazione dell'opera ebbe luogo nel 2000 al teatro Lirico di Cagliari. L'evento, diretto da Gennadij Roždestvenskij con la direzione del coro di Paolo Vero e la regia di Jurij Aleksandrov, venne registrato e trasmesso dalla RAI con successo di critica e di pubblico e replicato nel 2003 e nel 2014 con la direzione di Donato Renzetti e le riprese di Rai 5. L'opera è stata rappresentata in lingua originale russa, ma eseguita con l'ausilio dei sopratitoli in italiano che scorrevano sull'arco scenico del boccascena.

## Trama
L'azione ha luogo nel villaggio di Dykan'ka, in Ucraina, e a San Pietroburgo, alla fine del XVIII secolo.

### Atto I
Scena prima Dikan'ka d'inverno in una notte di luna. Solocha accoglie il Diavolo, suo spasimante, che desidera vendicarsi di Vakula, figlio di Solocha, perché lo ha raffigurato in maniera ridicola. Perciò decide di rubare la luna e provocare una tempesta per trattenere a casa Čub, padre della bella Oksana, amata da Vakula, in modo che i due non possano incontrarsi liberamente a casa di lei. Tuttavia Čub non desiste dal suo proposito, e con il compare Panas si reca dal maestro di scuola per mangiare i suoi famosi vareniki.
Scena seconda A casa di Čub. Oksana fa la civetta allo specchio. Quando arriva Vakula, la capricciosa ragazza inizia a prenderlo in giro. Per un equivoco Vakula scaccia di casa Čub, di ritorno dopo essersi smarrito, al che Oksana lo manda via, anche se con dispiacere.

### Atto II
Scena prima A casa di Solocha. La strega amoreggia col Diavolo: i due ballano un hopak suonato da demoni che si presentano in forma di insetti. La danza è interrotta da qualcuno che bussa alla porta: entra il capo del villaggio ed il Diavolo si nasconde in un sacco vuoto. La stessa scena si ripete poi con il maestro di scuola e con Čub. Per ultimo arriva Vakula che, senza accorgersi di nulla, si carica i sacchi in spalla e si dirige verso la sua fucina.
Scena seconda Nel villaggio. La gioventù del villaggio celebra la vigilia di Natale. Oksana dice a Vakula, in presenza di tutti, che lo sposerà solo se riceverà in dono gli stivaletti che porta l'imperatrice in persona. Il povero fabbro, stanco delle cattiverie di Oksana, decide di farla finita annegandosi. Se ne va, portando con sé il sacco dov'è nascosto il Diavolo. I giovani aprono gli altri sacchi, e con sorpresa e risate scoprono i tre compari che c'erano dentro.

### Atto III
Scena prima Presso il fiume. Le rusalki sotto il ghiaccio si lamentano del freddo. Vakula è molto pensieroso, quando improvvisamente dal sacco salta fuori il Diavolo, che gli chiede la sua anima in cambio di Oksana. Ma il ragazzo con una mossa rapida gli salta in groppa e gli ordina di portarlo a San Pietroburgo alla corte dell'imperatrice.
Scena seconda Nel palazzo imperiale. Vakula si unisce ad alcuni cosacchi zaporoghi, che sono in attesa di essere ricevuti da Sua Maestà.
Scena terza In una sala del palazzo. Viene suonata una solenne polonaise. Sua Altezza riferisce la vittoria delle truppe russe. Vakula coglie l'occasione e chiede alla zarina gli stivaletti. Dopo il ballo gli ospiti vanno a vedere una commedia e Vakula risale in groppa al Diavolo per tornare a casa.

### Atto IV
La mattina di Natale. Solocha e Oksana piangono Vakula scomparso. All'improvviso il fabbro compare e, con il sostegno dei ragazzi del villaggio, chiede a Čub la mano di Oksana, ottenendo una risposta positiva. Oksana è già pronta ad accettarlo anche senza gli stivaletti in regalo. Tutti festeggiano la coppia di fidanzati.

## Struttura dell'opera
- Ouverture

### Atto I
Scena prima
- 1 Scena e duetto di Solocha con il Diavolo
- 2 Tempesta di neve

Scena seconda
- 3 Aria di Oksana
- 4 Scena e arioso di Vakula
- 5 Scena
- 6 Scena e duetto
- 7 Scena finale

### Atto II
Scena prima
- Intermezzo
- 8 Scena: Solocha con il Diavolo
- 9 Scena: Solocha con il capo del villaggio
- 10 Scena: Solocha con il maestro di scuola e canzone del maestro di scuola
- 11 Scena: Solocha con Čub e quintetto
- 12 Arioso di Vakula

Scena seconda
- 13 Scena corale
- 14 Scena e canzone degli stivaletti
- 15 Finale

### Atto III
Scena prima
- Intermezzo
- 16 Coro delle rusalki
- 17 Scena e canzone di Vakula

Scena seconda
- 18 Scena

Scena terza
- 19 Polonaise
- 20 Distici di Sua Altezza
- 21 Minuetto e scena
- 22 Danza russa e danza cosacca
- 23 Scena

### Atto IV
- 24 Duetto: Oksana e Solocha
- 25 Finale